# Zagra
Zagra es una localidad y municipio español situado en la parte noroccidental de la comarca de Loja, en la provincia de Granada, comunidad autónoma de Andalucía. Limita con los municipios de Loja y Algarinejo. Otras localidades cercanas son los Ventorros de San José, La Viña y Fuentes de Cesna.
El municipio zagreño es una de las dieciséis entidades que componen el Poniente Granadino, y comprende el núcleo de población de Zagra —capital municipal— y los diseminados de El Algarbe, Casa del Mechón, Casa Nueva del Duque, El Duende, El Estrechón, Fuente del Pino y Membrillo.

## Toponimia
Se cree que su topónimo actual deriva del árabe al-Sajra, que significa «la peña». También puede derivar de at-Tagr, «la marca» o «la frontera», ya que se situaba próxima al límite de Granada con Castilla. El único gentilicio que se emplea es el de zagreño/a.
| al-Sajra > Sagra > Zagra |

## Símbolos
Zagra cuenta con un escudo y bandera adoptados oficialmente el 19 de diciembre de 1992.

### Escudo
Su descripción heráldica es la siguiente:

De sinople (verde), un castillo de oro (amarillo), donjonado, almenado, mazonado de sable (negro) y aclarado de gules (rojo), sobre una roca de plata (blanco). Al timbre, corona real cerrada.

### Bandera
La enseña del municipio tiene la siguiente descripción:

Bandera rectangular, en la proporción 2:3, terciada horizontal, formada por tres franjas horizontales paralelas y perpendiculares al asta, amarilla la primera, blanca la segunda y verde la tercera, siendo la central el doble de ancha que las de los extremos y cargada la misma, en su centro, que también lo es de la enseña, de las armas municipales.

## Historia
El área de Zagra ha estado habitada desde la prehistoria. Los romanos, visigodos y árabes, entre otros, pasaron por este pueblo.

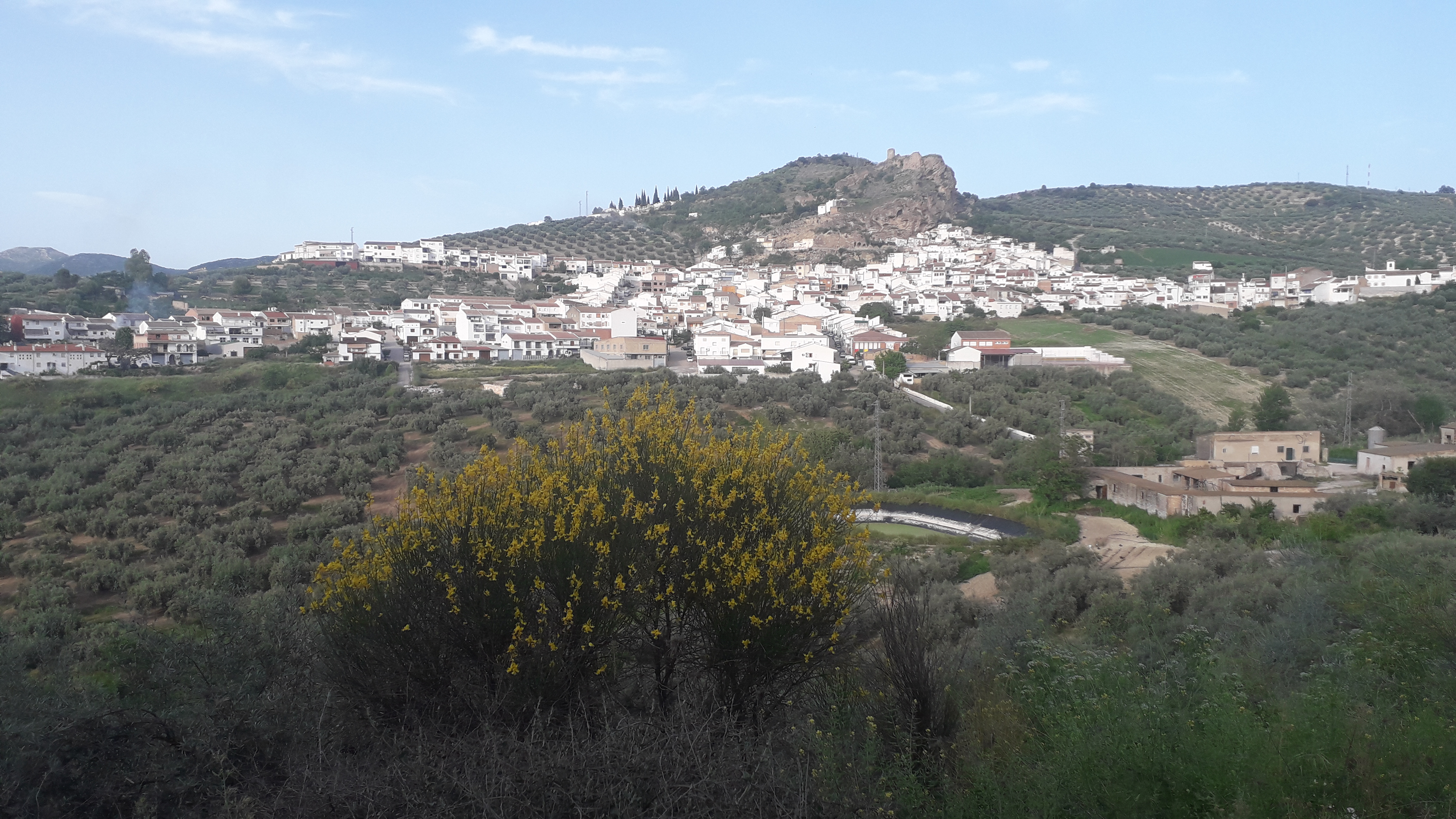
Vista de Zagra

En sus "Anales de Granada", Francisco Henríquez de Jorquera realizó una descripción de Zagra, cuyo castillo defendía a los reyes granadinos.
Fue una pedanía lojeña hasta el 13 de septiembre de 1982, cuando se segregó por real decreto siendo Leopoldo Calvo-Sotelo el presidente del Gobierno. En marzo de 1986 una sentencia del Tribunal Supremo anuló la segregación por defectos formales en el expediente, lo que provocó manifestaciones, cortes de carretera y la ocupación del Ayuntamiento de Loja, en demanda de la aceleración del nuevo expediente de independencia. Finalmente el 2 de mayo de 1987 se publicó el decreto definitivo de segregación, aunque viéndose reducido su nuevo término municipal, que ya no incluía a los núcleos de los Ventorros de San José y Las Rozuelas.

## Geografía

### Situación
Integrado en la comarca de Loja, se encuentra situado a 72 kilómetros de la capital provincial, dentro de la depresión del río Genil, en su margen derecha y a espaldas del Monte Hacho. El término municipal está atravesado por la carretera GR-5400, que conecta las localidades de Ventorros de San José y Algarinejo por Fuentes de Cesna.
| Noroeste: Algarinejo     | Norte: Algarinejo | Nordeste: Loja |
| Oeste: Algarinejo y Loja |                   | Este: Loja     |
| Suroeste: Loja           | Sur: Loja         | Sureste: Loja  |

## Demografía
Zagra cuenta con una población de 890 habitantes (INE 2024).
| Gráfica de evolución demográfica de Zagra entre 1991 y 2021 |
| |
| Población de derecho según los censos de población del INE Población de hecho según los censos de población del INEEn 1987 aparece este municipio porque se segrega del municipio Loja |

## Economía

### Evolución de la deuda viva municipal
| Gráfica de evolución de la deuda viva del Ayuntamiento de Zagra entre 2008 y 2019                                |
| |
| Deuda viva del Ayuntamiento de Zagra en miles de euros según datos del Ministerio de Hacienda y Función Pública. |

## Administración y política
Los resultados en Zagra de las últimas elecciones municipales, celebradas en mayo de 2023, son:
| Elecciones Municipales - Zagra (2023) | Elecciones Municipales - Zagra (2023)    | Elecciones Municipales - Zagra (2023) | Elecciones Municipales - Zagra (2023) | Elecciones Municipales - Zagra (2023) |
| Partido político                      | Partido político                         | Votos                                 | Votos                                 | Concejales                            |
| ------------------------------------- | ---------------------------------------- | ------------------------------------- | ------------------------------------- | ------------------------------------- |
|                                       | Partido Socialista Obrero Español (PSOE) | 279                                   | 51,76 %                               | 4                                     |
|                                       | Partido Popular (PP)                     | 250                                   | 46,38 %                               | 3                                     |

## Servicios públicos

### Sanidad
El municipio cuenta con un consultorio médico de atención primaria situado en la calle Huertos s/n, dependiente del distrito sanitario Metropolitano de Granada. El servicio de urgencias está en el centro de salud de Loja.
El área hospitalaria de referencia es el Hospital de Alta Resolución (HAR) situado igualmente en la ciudad de Loja.

### Educación
Los centros educativos que hay en el municipio son:
| Denominación genérica                    | Nombre del centro         | Naturaleza | Dirección      |
| ---------------------------------------- | ------------------------- | ---------- | -------------- |
| Colegio de educación infantil y primaria | CEIP San José de Calasanz | Público    | C/ Feria, 27   |
| Escuela infantil                         | EI Zagra                  | Público    | C/ Calvario, 2 |